# Owen Moore
Owen Moore (ur. 12 grudnia 1886 w Fordstown Crossroads, zm. 9 czerwca 1939 w Beverly Hills) – amerykański aktor filmowy pochodzenia irlandzkiego.

## Filmografia
- 1908: The Guerrilla
- 1909: Spekulant zbożowy
- 1910: Never Again
- 1914: Kopciuszek jako książę Charming
- 1921: A Divorce of Convenience jako Jim Blake
- 1927: Czerwony młyn jako Dennis
- 1927: Kobiety kochają diamenty jako Patrick Michael Regan
- 1937: Narodziny gwiazdy jako Casey Burke, reżyser

## Wyróżnienia
Posiada swoją gwiazdę na Hollywoodzkiej Alei Gwiazd.